# Sladeniaceae
Sladeniaceae, porodica od tri vrste drveća iz reda vrjesolike. Rod Ficalhoa raširen je u DR Kongu, Ugandi, Ruandi, Tanzaniji, Zambiji i Angoli, a sastoji se od jedne vrste Ficalhoa laurifolia, zimzelenog stabla koje naraste do 36 metara, krošnja mu je razgranata a kora gruba.
Drugi rod Sladenia raširen je po Kini, Tajlandu i Burmi, a sastoji se od dvije vrste S. celastrifolia i S. integrifolia.

## Rodovi
1. Ficalhoa Hiern (1)
2. Sladenia Kurz (2 spp.)